# Високи суд Енглеске и Велса
Високи суд Енглеске и Велса (енгл. High Court of England and Wales) првостепени и другостепени је грађански и кривични суд. Стоји непосредно испод Апелационог суда Енглеске и Велса.
Састоји се из три одјељења: Одјељења краљевског стола, Канцеларског одјељења и Породичног одјељења. Предсједник Високог суда је лорд главни судија Енглеске и Велса.

## Одјељење краљевског стола
Одјељење краљевског стола (енгл. Queen's Bench Division) има и кривичну и грађанску надлежност. Углавном суди у предметима облигационог права (уговори и штете) гдје није нарочито надлежно Канцеларско одјељење. У осталим предметима суде пододјељења тј. специјализовани судови.
На челу Одјељења краљевског стола се налази предсједник, а помаже му потпредсједник.
Пододјељења Краљевског стола су: Трговински суд, Технолошки и грађевински суд, Трговачки суд, Адмиралитетски суд, Управни суд и Плански суд.

## Канцеларско одјељење
Канцеларско одјељење има грађанску надлежност. Суди у предметима пословног, интелектуалног и насљедног права, а некада и у предметима облигационог права.
Предсједник Канцеларског одјељења је канцелар Високог суда.
Пододјељења Канцеларског одјељења су: Финансијски суд, Привредни суд, Патентни суд и Суд за интелектуалну својину предузетника.

## Породично одјељење
Породично одјељење има грађанску надлежност. Суди у свим предметима који се односе на дјецу и има искључиву надлежност за старатељство. Такође, одлучује о жалбама на пресуде Породичног суда.
На челу Породичног одјељења се налази предсједник.